# Екатерина Константинович
Екатерина Константинович (серб. Катарина Константиновић; 1848, Османская империя — 1910, Ниш, Сербия) — дочь принцессы Анки Обренович Константинович, одна из потомков династии Обреновичей.
Екатерина была дважды замужем. В первом брака она была любовницей своего кузена, правителя Сербии, князя Михаила Обреновича III, который обещал развестись со своей бездетной женой Юлией Хуньяди и взять Екатерину в жены.
10 июня 1868 года Екатерина Константинович, князь Михаил Обренович и принцесса Анка Обренович ехали через парк возле королевской загородной резиденции и на них было совершено покушение. Братья Радованович расстреляли Михаила Обреновича III и Анку Константинович. Екатерина Константинович была тяжело ранена. В 1868 году она вышла замуж за генерала Миливое Блазнавеца, от которого родила двоих детей. После его смерти в 1873 году она вышла замуж за своего двоюродного брата Михаила Богиневича.

## Семья
Екатерина Константинович родилась в 1848 году, дочь Александра Константинович и принцессы Анки Обренович, племянница Милоша Обреновича, князя Сербии и основателя династии Обреновичей. У нее был один брат, полковник Александр Константинович (умер в 1914 году) и незаконнорожденная сводная сестра, Симеона (умерла 1915 году).

## Князь Михаил. Покушение
Через некоторое время после смерти отца, Екатерина Константинович и ее мать Анка Обренович были приглашены двоюродным братом, князем Михаилом III Обреновичем, жить при королевском дворе. С сентября 1860 года Михаил вновь занимает сербский престол. Он был несчастливо женат на венгерской графине Юлии Хуньяди, которая не могла иметь детей. Князь Михаил и Екатерина стали любовниками. Екатерина не скрывала свою ненависть к принцессе Юлии и открыто хвасталась своим романом с князем. Михаил хотел развестись с женой и жениться на Екатерине. Окружение Михаила Обреновича III не поддерживало его намерений. Особенно были против представители духовенства.
Но надежды Екатерины стать женой Михаила Обреновича III не оправдались. 10 июня 1868 года Михаил вместе с Катериной и ее матерью проезжал на карете через парк Кошутняк, что находится вблизи его резиденции на окраине Белграда. Именно тогда было совершено покушение на жизнь князя и убийство. В парке появились Коста и Павел Радовановичи, в строгих черных костюмах и с ружьями. Коста подошел к карете, и князь его узнал перед смертью. Михаил и Анка скончались на месте, Екатерина была тяжело ранена. Слухи относительно убийства Михаила не утихают до сих пор, есть даже мнение о том, что к убийству была причастна династия Карагеоргиевичей, но данная теория никак доказана не была.
После неожиданной смерти Михаила Обреновича от рук заговорщиков, которых, по официальной версии, побудили не политические, а личные мотивы (май 1868 год), князем Сербии стал внук Еврема Обреновича (брата Милоша) — Милан (1868-1889), которому на тот момент исполнилось только четырнадцать лет. Милоша, исходя из собственных интересов, привел к власти тогдашний министр обороны Миливое Петрович Блазнавец, который, вместе с Иоганом Ристичем и Иоганом Гавриловичем, вошел в состав восстановленного Наместничества — органа, где в 1872 году сосредоточены реальные рычаги управления государством.
Наместник не приобрел популярности в народе. В области внешнеполитических отношений его деятельность не была плодотворной: международный престиж Сербии после смерти князя Михаила заметно упал, осложнились отношения с Болгарией, в связи с ликвидацией Сербской патриархии в городе Печ ухудшилась ситуация на юго-сербских землях.
Чуть ли не единственным достижением Наместничества стало принятие новой Конституции в июне 1869 года, согласно которой Сербия провозглашалась конституционной монархией. Впервые ввелась постоянно действующая Скупщина, ее роль в политической жизни страны возрастала. Три четверти состава Скупщины составляли народные посланцы, четверть депутатов назначал князь.
Создалась еще одна государственная институция — Государственный Совет, которому предоставлялись определенные функции административного суда и верхней палаты парламента. Принятие конституции означало безусловный шаг вперед, однако ее критиковали за недостаточную либеральность.

## Брак
В том же 1868 году, Екатерина, которой было 20 лет, вышла замуж за Миливое Блазнавец, который был военным министром Сербии и сыграл важную роль в обеспечении престола для двоюродного брата Екатерины Константинович — Милана. Впоследствии Миливое Блазнавец выступал в качестве регента Милана, ведь в то время ему было 14 лет.
Екатерина Обренович, несмотря на разницу в возрасте (Миливое был на 24 года старше) имела от него двое детей: сына Воислава и дочь Милицу.
Генерал Миливое Блазнавец умер в апреле 1873 года. Екатерина Константинович вышла замуж, второй раз за ее двоюродного брата — Михаила Богиневича (1843—1899). Они выехали из Сербии, и искали убежище в Австро-Венгерской империи. Позже супруги вернулись в Белград.
Она влюбилась в одного друга своего сына Воислава, который был на 18 лет моложе ее. Впоследствии она вышла замуж за своего молодого любовника и получила финансовую поддержку от своего сына, а также своей богатой сестры Симеон.
Екатерина умерла в 1910 году в городе Ниш на юге Сербии.